# Konsulat Generalny Kosowa w Warszawie
Konsulat Generalny Kosowa w Warszawie – misja konsularna Republiki Kosowa w Warszawie, w Rzeczypospolitej Polskiej.

## Historia
Konsulat Generalny Kosowa w Warszawie otwarto w 2024 roku.

## Siedziba
Mieści się przy ul. Koszykowej 54 (dawniej IPC Business Centre).